# Ophiomyia aricensis
Ophiomyia aricensis este o specie de muște din genul Ophiomyia, familia Agromyzidae, descrisă de Spencer în anul 1982. Conform Catalogue of Life specia Ophiomyia aricensis nu are subspecii cunoscute.